# Mstsibova
Mstsibova (vitryska: Мсцібава) är en by i Belarus.   Den ligger i voblasten Hrodna voblast, i den västra delen av landet, 240 km väster om huvudstaden Minsk. Mstsibova ligger 161 meter över havet och antalet invånare är 500.

## Natur
Terrängen runt Mstsibova är platt. Närmaste större samhälle är Horad Vaŭkavysk, 13,8 km öster om Mstsibova.